# U Craiova 1948 Club Sportiv
El U Craiova 1948 Club Sportiv, conocido como Universitatea Craiova, es un club de fútbol de Craiova, Rumania que milita en la Liga I, la liga de fútbol más importante del país. El club fue fundado en 1948, aunque la sección de fútbol estuvo inactiva entre los años 1994 y 2013, año en el que el club se refundó. Los colores tradicionales del club son el azul y el blanco. Disputa sus partidos como local en el Stadionul Ion Oblemenco.

## Historia
Tras la aparición en Craiova de la primera institución universitaria, un grupo de alumnos y profesores fundaron en 1948 CS Universitatea Craiova (Club Deportivo de la Universidad de Craiova), el cual contaba con secciones de vóley, atletismo, balonmano, ping pong, ajedrez y fútbol.
La sección de fútbol del club universitario ganó por primera vez la Copa de Rumanía en la temporada 1976/1977, cuando venció por 2-1 al FC Steaua București.
La generación más laureada obtuvo el apodo de "Craiova Maxima", llegando a ganar en repetidas ocasiones la Liga y la Copa de Rumanía.
En el año 1994 se pretendió que la sección de fútbol se partiera del club deportivo, fundándose así FC U Craiova, club que nada tenía que ver con su predecesor, habiendo tan solo una coincidencia de nombre y una similitud de escudos y símbolos.
El 14 de agosto del 2013, el CS Universitatea Craiova fue afiliado provisionalmente a la Federación Rumana de Fútbol y fueron incluidos en la Liga II.
Su primer partido tras la refundación del club lo jugaron ante el Pandurii Târgu Jiu II el 27 de agosto en la Copa de Rumania, el cual terminó con la victoria de 6-1 del Universitatea.

## Palmarés
- Liga I (4): 1973-74, 1979-80, 1980-81, 1990-91
- Liga II (2): 1963-64, 2013-14
- Copa de Rumania (8): 1976-77, 1977-78, 1980-81, 1982-83, 1990-91, 1992-93, 2017-18, 2020-21
- Supercopa de Rumania (1): 2021

## Participación en competiciones de la UEFA

### UEFA Champions League / Copa de Europa
| Temporada | Ronda            | Club             | Casa  | Visita | Global |
| --------- | ---------------- | ---------------- | ----- | ------ | ------ |
| 1974–75   | 1                | Åtvidaberg       | 2 – 1 | 1 – 3  | 3 – 4  |
| 1980–81   | 1                | Internazionale   | 1 – 1 | 0 – 2  | 1 – 3  |
| 1981–82   | 1                | Olympiacos       | 3 – 0 | 0 – 2  | 3 – 2  |
| 1981–82   | 2                | KB               | 4 – 1 | 0 – 1  | 4 – 2  |
| 1981–82   | Cuartos de final | Bayern Munich    | 0 – 2 | 1 – 1  | 1 – 3  |
| 1991–92   | 1                | Apollon Limassol | 2 – 0 | 0 – 3  | 2 – 3  |

### Recopa de Europa
| Temporada | Ronda | Club               | Casa        | Visita | Global          |
| --------- | ----- | ------------------ | ----------- | ------ | --------------- |
| 1977–78   | 1     | Olympiakos Nicosia | 2 – 0       | 6 – 1  | 8 – 1           |
| 1977–78   | 2     | FC Dynamo Moscow   | 2 – 0 (aet) | 0 – 2  | 2 – 2 (0 – 3 p) |
| 1978–79   | 1     | Fortuna Düsseldorf | 3 – 4       | 1 – 1  | 4 – 5           |
| 1985–86   | 1     | AS Mónaco          | 3 – 0       | 0 – 2  | 3 – 2           |
| 1985–86   | 2     | Dynamo Kiev        | 2 – 2       | 0 – 3  | 2 – 5           |
| 1993–94   | 1     | HB Tórshavn        | 4 – 0       | 3 – 0  | 7 – 0           |
| 1993–94   | 2     | PSG                | 0 – 2       | 0 – 4  | 0 – 6           |

### UEFA Europa League / Copa de la UEFA
| Temporada | Ronda             | Club                     | Casa        | Visita      | Global          |
| --------- | ----------------- | ------------------------ | ----------- | ----------- | --------------- |
| 1973–74   | 1                 | Fiorentina               | 1 – 0       | 0 – 0       | 1 – 0           |
| 1973–74   | 2                 | Standard Liège           | 1 – 1       | 0 – 2       | 1 – 3           |
| 1975–76   | 1                 | Red Star Belgrade        | 1 – 3       | 1 – 1       | 2 – 4           |
| 1979–80   | 1                 | Wiener Sportclub         | 3 – 1       | 0 – 0       | 3 – 1           |
| 1979–80   | 2                 | Leeds United             | 2 – 0       | 2 – 0       | 4 – 0           |
| 1979–80   | 3                 | Borussia Mönchengladbach | 1 – 0       | 0 – 2       | 1 – 2           |
| 1982–83   | 1                 | Fiorentina               | 3 – 1       | 0 – 1       | 3 – 2           |
| 1982–83   | 2                 | Shamrock Rovers          | 3 – 0       | 2 – 0       | 5 – 0           |
| 1982–83   | 3                 | Bordeaux                 | (aet) 2 – 0 | 0 – 1       | 2 – 1           |
| 1982–83   | Cuartos de final  | Kaiserslautern           | 1 – 0       | 2 – 3       | (a) 3 – 3       |
| 1982–83   | Semifinales       | Benfica                  | 1 – 1       | 0 – 0       | 1 – 1 (a)       |
| 1983–84   | 1                 | Hajduk Split             | 1 – 0       | 0 – 1 (aet) | 1 – 1 (1 – 3 p) |
| 1984–85   | 1                 | Real Betis               | (aet) 1 – 0 | 0 – 1       | 1 – 1 (5 – 3 p) |
| 1984–85   | 2                 | Olympiacos               | 1 – 0       | 1 – 0       | 2 – 0           |
| 1984–85   | 3                 | FK Željezničar           | 2 – 0       | 0 – 4       | 2 – 4           |
| 1986–87   | 1                 | Galatasaray              | 2 – 0       | 1 – 2       | 3 – 2           |
| 1986–87   | 2                 | Dundee United F.C.       | 1 – 0       | 0 – 3       | 1 – 3           |
| 1987–88   | 1                 | Desportivo de Chaves     | 3 – 2       | 1 – 2       | 4 – 4 (a)       |
| 1990–91   | 1                 | KF Partizani Tirana      | 1 – 0       | 1 – 0       | 2 – 0           |
| 1990–91   | 2                 | Borussia Dortmund        | 0 – 3       | 0 – 1       | 0 – 4           |
| 1992–93   | 1                 | Sigma Olomouc            | 1 – 2       | 0 – 1       | 1 – 3           |
| 2017–18   | 3ª Clasificatoria | AC Milan                 | 0 – 1       | 0 – 3       | 0 – 4           |
| 2018–19   | 3ª Clasificatoria | RB Leipzig               | 1 – 1       | 1 – 3       | 2 – 4           |
| 2019–20   | 1ª Clasificatoria | Səbail                   | 3 – 2       | 3 – 2       | 6 – 4           |
| 2019–20   | 2ª Clasificatoria | Honvéd                   | 0 – 0       | 0 – 0       | 0 – 0 (3 – 1 p) |
| 2019–20   | 3ª Clasificatoria | AEK Atenas               | 0 – 2       | 1 – 1       | 1 – 3           |
| 2020-21   | 1ª Clasificatoria | Lokomotivi Tbilisi       | –           | 1 – 2       | 1 – 2           |

### UEFA Europa Conference League
| Temporada | Ronda         | Club                  | Casa  | Visita | Global          |
| --------- | ------------- | --------------------- | ----- | ------ | --------------- |
| 2021–22   | Segunda ronda | Laçi                  | 0 – 0 | 0 – 1  | 0 – 1           |
| 2022–23   | Segunda ronda | Vllaznia              | 3 - 0 | 1 - 1  | 4 - 1           |
| 2022–23   | Tercera ronda | Zorya                 | 3 - 0 | 0 - 1  | 3 - 1           |
| 2022–23   | Playoff       | Hapoel Be'er Sheva FC | 1 - 1 | 1 - 1  | 2 - 2 (3 - 4 p) |
| 2021–22   | Segunda ronda | Maribor               | 3 – 2 | 0 – 2  | 3 – 4           |

## Entrenadores
- Erik Lincar (julio de 2013–septiembre de 2013)
- Ovidiu Stîngă (octubre de 2013–marzo de 2014)
- Gavril Balint (marzo de 2014–junio de 2014)
- Ionel Gane (junio de 2014–septiembre de 2014)
- Emil Săndoi (septiembre de 2014–enero de 2016)
- Victor Naicu (enero de 2016–mayo de 2016)
- Gheorghe Mulțescu (junio de 2016–junio de 2017)[6]
- Devis Mangia (junio de 2017–abril de 2019)[6][7]
- Corneliu Papură (abril de 2019-mayo de 2020)[8][9]
- Cristiano Bergodi (mayo de 2020-presente)

## Jugadores

### Jugadores destacados
- Ramses Gado
- Ousmane Gueye